# أم البراء بنت صفوان
أم البراء بنت صفوان شاعرة عاشت في القرن الأول للهجرة. اشتهرت بالشعر الذي قالته عند معاوية بن أبي سفيان